# Stanhopea maduroi
Stanhopea maduroi là một loài thực vật có hoa trong họ Lan. Loài này được Dodson & Dressler miêu tả khoa học đầu tiên năm 1998.

## Hình ảnh

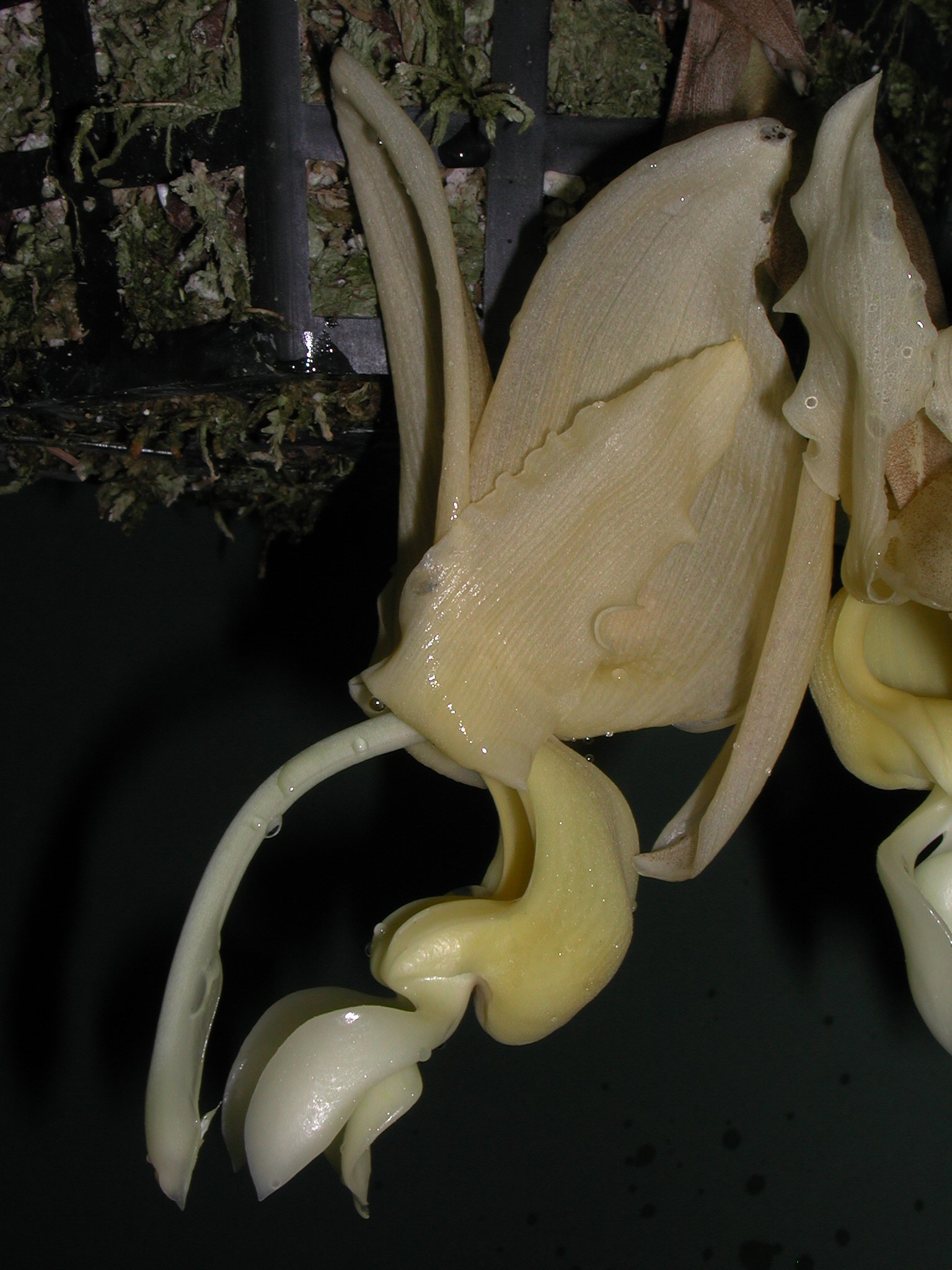
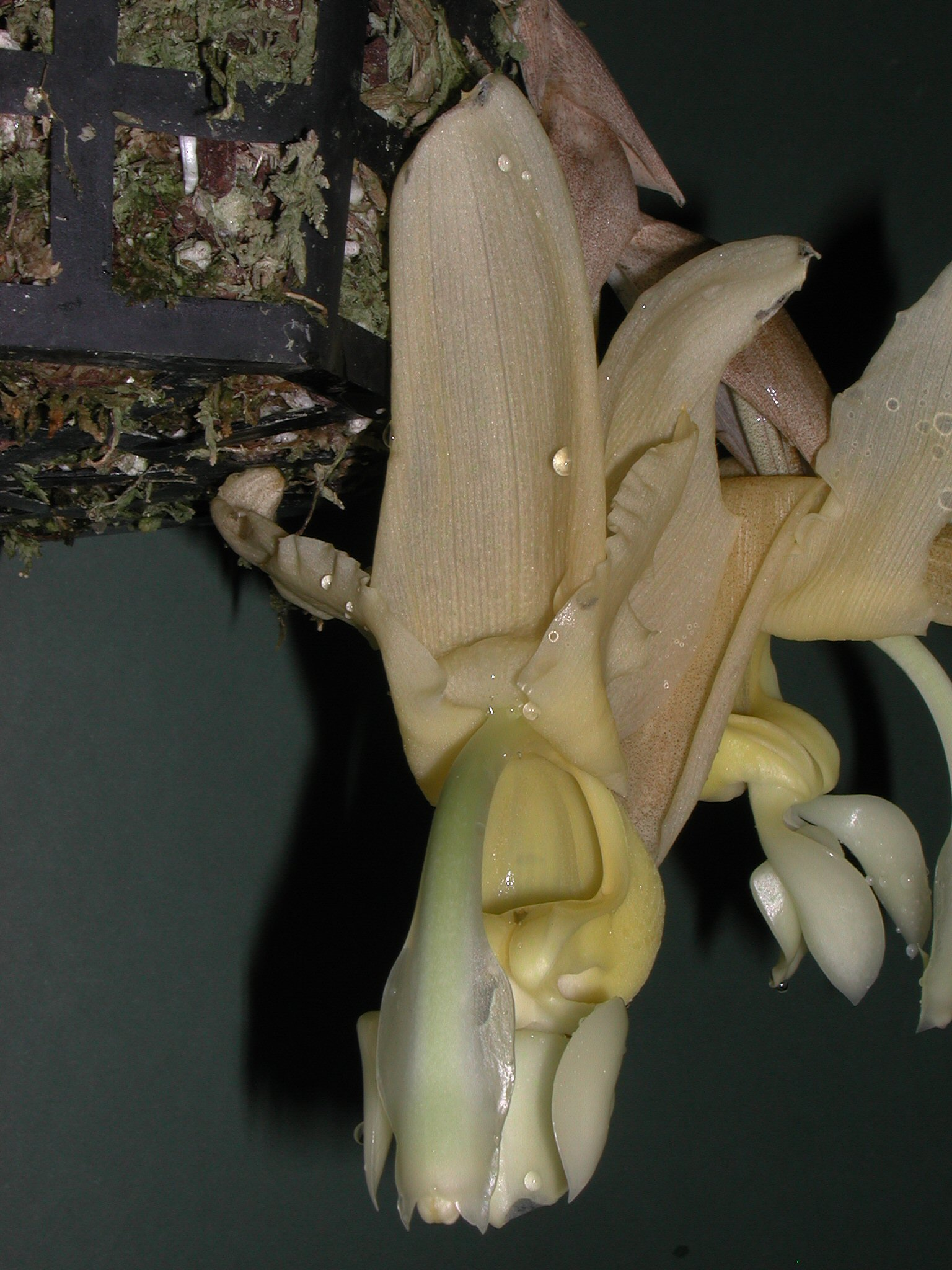